# 周妃 (明太祖)
周妃（?—?），明朝初期妃嫔，明太祖朱元璋妃，名字不详，封号不详。

## 生平
洪武十二年（1379年）三月廿三周妃生第十八皇子岷庄王朱楩。洪武十三年五月廿三（1380年6月26日）周妃生第二十皇子韩宪王朱松。
洪武六年（恭愍王二十二年，1373年）七月，高丽派遣判膳工寺周英赞出使明朝，周英赞的女儿在元朝为贡女，被明朝军队俘虏，选为后宫。高丽贡使周谊的女儿也在元朝为贡女，元顺帝北逃，选入明太祖后宫。近代学者认为周英赞或周谊的女儿就是岷王、韩王的生母周妃。